# Astrodesmus striatus
Astrodesmus striatus är en mångfotingart som beskrevs av Cook 1899. Astrodesmus striatus ingår i släktet Astrodesmus och familjen Gomphodesmidae. Inga underarter finns listade i Catalogue of Life.